# Steeton (West Yorkshire)
Steeton – wieś w Anglii, w West Yorkshire, w dystrykcie Bradford. W 2001 miejscowość liczyła 4105 mieszkańców. Steeton jest wspomniana w Domesday Book (1086) jako Stiuetune.